# География на Папуа Нова Гвинея
Папуа Нова Гвинея (ПНГ) е държава в югозападната част на Тихия океан, разположена между 0° – 12° ю.ш. и 141° – 160° и.д., като заема източната част на остров Нова Гвинея, архипелазите и островните групи: Бисмарк, Тробриан, Д'Антрекасто, Луизиада, а също и северните острови от групата на Соломоновите острови – Бугенвил и Бука. Площта ѝ е 462 840 km² (54-то място в света). Населението на страната към 1 януари 2020 г. е 8 935 000 души. Столица е град Порт Морсби.

## Географско положение, граници, големина, брегове
Папуа Нова Гвинея е разположена северно от Австралия, от която я отдела широкия 160 km Торесов проток. На запад ПНГ има сухоземна граница с Индонезия с дължина 840 km, като границата преминава по 141° и.д. и частично по река Флай. ПНГ е еденствената страна в Океания която има сухоземна граница с друга държава. На югоизток ПНГ има морска граница със Соломоновите острови. Освен основната територия, заемаща източната част на остров Нова Гвинея на ПНГ принадлежат: архипелага Бисмарк (49 700 km²) на североизток, който включва големите острови Нова Британия (35 145 km²) и Нова Ирландия (7405 km²), Адмиралтейските острови (2170 km²) и др; архипелага Луизиада (1790 km²), островите Тробриан (440 km²) и Д'Антрекасто (3100 km²) на юг и островите Бугенвил (9318 km²) и Бука (най-северните от групата на Соломоновите острови. Преобладаващите брегове на страната са високи, стръмни, а северните и южните брегове на остров Нава Гвинея са ниски, плоски, силно заблатени и заети от мангрови гори.

## Геоложки строеж, релеф
Островите на ПНГ са разположени в Меланезийската геосинклинална област, която се характеризира с активни планинообразувателни процеси, съпроводени с вулканична дейност. Високите нагънато-блокови алпийски планински системи и планинските системи от терциера заемат голяма част от повърхността на островите. Централните планини на остров Нова Гвинея се простират по цялото протежение на острова във вид на две паралелни вериги. Най-високите планински върхове надхвърлят 4000 m (връх Вилхелм, 4509 m, връх Виктория, 4035 m). На североизток планините преминават в хълмисти предпланински участъци и междупланински алувиални равнини, а на югозапад – стръмно се спускат към Южноновогвинейската равнина. Покрай северното крайбрежие на се простират Северните Брегови планини, издигащи се над тясната крайбрежна равнина. В южната част на остров Нова Гвинея се простира обширната Южноновогвинейска равнина, която се явява продължение на Австралийската платформа, частична удавена от плиткото Арафурско море. Сложният релеф на Нова Гвинея – крайбрежни низини, високи планински хребети и високопланински плата – определят резките климатични различия между отделните части на острова, многообразието на природните ландшафти и особеностите на стопанската дейност на човека.
Релефът на островите на ПНГ се характеризира с наличието на тесни крайбрежни равнини и планини в централните им части. На големите острови планинските върхове достига до 2000 – 3000 m: Нова Британия (2438 m), Нова Ирландия (2398 m) и Бугенвил (2743 m). Вулкани се срещат по северното крайбрежие на Нова Гвинея, в северната част на Нова Британия (полуостров Газел) и на остров Бугенвил, които са съпроводени с горещи термални извори, гейзери, кални вулкани и чести земетресения. Болшинството от островите в архипелазите Луизиада и Д'Антрекасто имат вулканичен произход и повечето от тях представляват върхове на подводни планински хребети. Освен вулканични острови в ПНГ има коралови острови и атоли: Нугурия, Нукуману (Тасман), Тауу (Мортлок) и др.

## Климат
Островите, влизащи в състава на ПНГ са разположени в в зоната на екваториалния и субекваториалния климат. В ниските райони на страната годишната температура се колебае в пределите 21 – 32°С. В централните планински райони се наблюдава значителна амплитуда между дневните и нощните температури. На височина около 2000 m средната денонощна температура се понижава до 18°С, а на височина 4500 m – до 0°С. ПНГ, с изключение на столицата Порт Морсби, намираща се в дъждовна сянка на близкия планински хребет, и, поради което се отличава със сравнително сух климат, получава голямо, а понякога и излишно количество валежи. Средната годишна сума на валежите като цяло за страната е 2032 mm, но по отделни райони варира от 1195 mm (в Порт Морсби) о 5080 mm (устието на река Кикори, в залива Папуа). От май до октомври духат югоизточните пасати, а от декември до март – северозападните мусони. Най-голямо количество валежи падат по наветрените склонове на планините.

## Води
ПНГ, за разлика от останалите островни държави в Океания има много добре развита речна мрежа По нейната територия текат пълноводни реки, в широки речни долини, в които често широко се разливат. Техните мътни води носят огромно количество твърди частици, отлагащи се в долните им течения. Реките Сепик (1126 km), Раму (640 km) и Маркхъм текат на север и се вливат в Новогвинейско море, а реките Флай (1060 km), Стрикленд (824 km), Пупари (470 km) и Кикори (320 km) – на юг и се вливат в залива Папуа на Коралово море. Река Флай е плавателна на протежение от 800 km, а Сепик – на 480 km. Реките, протичащи през другите острови са малки, къси и в повечето случаи с бурно течение. Като цяла ПНГ притежава уникални запаси от хидроенергийни ресурси, които почти не се използват. Големи езера в страната липсват. Най-голямо е езерото Мъри (647 km²), разположено в югозападната част на ПНГ.

## Почви, растителност, животински свят
Почвите, развити в алувиалните равнини и обогатени с вулканична пепел са извънредно плодородни. В ПНГ най-разпространени са червено-жълтите латеритни почви с голямо съдържание на железен хидроокис. В овлажнените, слабо дренирани райони преобладават блатните почви, заети от влажни екваториални тропически гори.
Островите на ПНГ са покрити с пищна тропическа растителност. Характера на растителността се изменя в зависимост от надморската височина и степента на овлажняване. Северната Брегова равнина на остров Нова Гвинея от ивицата на прибоя до бреговия вал е заета от палмови горички. Зад бреговия вал, в пониженията, заливани от морския прилив, растат мангрови гори, проникващи и във вътрешността на острова по бреговете на големите реки. На издигнатите части на крайбрежните равнини растат палмови гори и пандануси, а на понижените заблатени участъци – сагови палми. Склоновете на Северните Брегови планини на височина до 900 – 1000 m са покрити с влажни лианови гори, нагоре от които растат по-светли гори с подлес от храсти и епифити, включително орхидеи. Светлите гори в Централните планини са разпространени на височина до 3000 m. Над тях започва зоната на високопланинските иглолистни гори, в които са представени папуаския кипарис и подокарпусите. Над 3500 m горите се заменят от ниски храсти и алпийски пасища. Обширната Южноновогвинейска равнина, където падат годишно до 1500 mm валежи, в своите централни и южни части са лишени от гори и са покрити с тревиста саванна растителност. Екваториални влажни гори са разпространени в по-влажните хълмисти части на равнината.
Фауната на Нова Гвинея и на прилежащите острови е близка до австралийската, макар че е много по-бедна по своя състав. Много от животните на Нова Гвинея са от времето на терциера. Особено разпространени са двуутробните животни – дървесно кенгуру (волаби), двуутробен бурсук, летящо куче, ехидна. В древни времена, заедно с човека са се появили свине и кучета, сходни с австралийското динго. Висшите бозайници са представени от мишки и плъхове. Влечугите включват 70 вида змии, предимно отровни, но има и неотровни – питон, водна змия. Има и много гущери, в т.ч. и много големи. В реките и моретата са разпространени крокодили, водни костенурки и над 1400 вида риби. Сред птиците, които наброяват приблизително 650 вида, има и ендемични – райска птица, нелетящи казуари. Многочислени са насекомите, в т.ч. маларийните комари и москито, ярко разкрасени пеперуди и др. Населените на ПНГ отглежда домашни животни: свине, кози, коне, магарета, овце, а в последно време и едър рогат добитък.

## Полезни изкопаеми
Страната е богата на полезни изкопаеми. Тук са открити залежи на мед, злато, сребро (на остров Нова Гвинея – Ок Теди, Фриеда; на остров Бугенвил – Яндера), каменни въглища (в Нова Гвинея, Нова Британия, Нова Ирландия), желязо и платина (Нова Гвинея), природен газ (в шелфа на залива Папуа), нефт и др. Геоложките дейности и даже изследването на откритите залежи все още не са завършени.